# 파슈타니 은행
파슈타니 은행(Pashtany Bank)은 아프가니스탄 정부의 통제를 받으면서 아프가니스탄 중앙은행, 아프가니스탄 국립 보험 회사와 아리아나 아프간 항공을 통제하는 회사이다. 아프가니스탄 중앙은행을 관리하기 위해 1954년에 설립되었다.
하야트 다야니는 파슈타니 은행의 회장으로, 역대 은행장 중 가장 높은 자산을 보유하고 있다. 파슈타니 은행은 나라 각지에 20개의 지점을 두고 있다. 아프가니스탄 텔레비전 채널들에 중점적으로 투자하고 있으며 2008년 미화 1억 3000만 달러 가치의 자산을 보유하였다.